# Питкевич, Юрий Степанович
Ю́рий Степа́нович Питке́вич (бел. Юрый Сцяпанавіч Піткевіч; род. 2 мая 1951, Жлобин, Гомельская область, Белорусская ССР, СССР) — советский и российский государственный и политический деятель. Председатель правительства Удмуртской Республики с 15 октября 2000 по 25 февраля 2014.

## Биография
В 1971 г. окончил Брянский строительный техникум. В 1971—1979 гг. работал на Чепецком механическом заводе (город Глазов) распределителем работ, мастером ремонтно-строительного цеха, начальником участка цеха № 14. В 1978 г. окончил Пермский политехнический институт по специальности «инженер-строитель».
В 1979—1987 гг. — начальник строительного управления № 3 Чепецкого управления строительства. В 1987—1988 гг. — секретарь парткома Чепецкого управления строительства, в 1988—1989 гг. — секретарь парткома Производственного объединения «Чепецкий механический завод».
В 1989—1993 гг. — председатель исполнительного комитета Глазовского городского Совета народных депутатов.
С 1993 г. — первый заместитель председателя исполнительного комитета Ижевского городского Совета народных депутатов, затем — заместитель Председателя Совета Министров Удмуртской Республики, с 1995 г. — первый заместитель Председателя Правительства Удмуртской Республики.
С 2000 г. — Председатель Правительства Удмуртской Республики. Юрий Питкевич является ближайшим соратником Президента Удмуртии Александра Волкова, практически всю свою трудовую деятельность проработал под его началом.
Избирался депутатом Верховного Совета Удмуртской АССР, депутатом Государственного Совета Удмуртской Республики.
25 февраля 2014 году новый глава республики Александр Соловьёв отправил правительство Питкевича в отставку.

## Семья
Сын — Михаил.
Родился 19 февраля 1979 года. В 2007 году стал депутатом Госдумы РФ по списку ЛДПР, а в 2011-м баллотировался на думских выборах по республиканскому списку «Единой России». С весны 2012 года М. Ю. Питкевич занимает пост первого заместителя губернатора Смоленской области Алексея Островского.
По сообщению газеты «День», Михаил в 2008 году купил в городе Майами (США) квартиру в престижном жилом комплексе на берегу океана стоимостью 1,4 млн долларов. Позднее квартира была продана частной компании Ocean Prestige Realty LLC, руководителем которой является зять Ю. С. Питкевича, гражданин США Ричард Шоу (Richard C. Shaw).
Дочь — Евгения, замужем за В. Г. Хорошавцевым, членом Совета Федерации от Государственного Совета Удмуртской Республики (2003—2009), членом совета директоров ОАО «Уфаоргсинтез».
По сообщению газеты «День», согласно записям актов гражданского состояния США весной 1998 года Евгения Юрьевна Питкевич официально зарегистрировала брак с Ричардом Шоу.

## Награды и звания
- Орден Почёта (2011) — за активное участие в законотворческой деятельности и многолетнюю добросовестную работу[6]
- Орден Дружбы (2004)
- Медаль «За заслуги в проведении Всероссийской переписи населения» (2002)
- «Заслуженный строитель Российской Федерации» (1999)
- орден «Надежда нации» Международного Союза городов-героев СНГ (2001)
- Орден преподобного Сергия Радонежского (2005)
- Почётный знак МЧС России
- Медаль «В память 200-летия Минюста России»
- Медаль «В память 125-летия уголовно-исполнительной системы России»
- Медаль «За отвагу на пожаре» МЧС РФ (2003)
- Золотая медаль «За вклад в развитие агропромышленного комплекса»
- «Почётный работник транспорта России» (1998)
- «Заслуженный строитель Удмуртской Республики» (1996)
- Государственная премия Удмуртской Республики
- Диплом «Лучший менеджер России» Российской общественной комиссии (2002)
- Почётная грамота Государственного Совета Удмуртской Республики
- Почётный гражданин города Глазова (2006) — за особые заслуги перед городом, значительный вклад в промышленное и гражданское строительство и социально-экономическое развитие города[7].